# Karamürsel
Karamürsel là một huyện thuộc tỉnh Kocaeli, Thổ Nhĩ Kỳ. Huyện có diện tích 289 km² và dân số thời điểm năm 2007 là 48831 người, mật độ 169 người/km².